# AEG C.I
L'AEG C.I, designazione aziendale KZ.9, fu un ricognitore biposto biplano prodotto in modesta quantità dall'azienda tedesco imperiale Allgemeine Elektrizitäts-Gesellschaft (AEG) negli anni dieci del XX secolo.
Sviluppato nel 1915 adottava la soluzione dello scambio dei due posti dell'equipaggio, con l'osservatore che, passato in quello posteriore, poteva essere equipaggiato con una mitragliatrice montata su supporto ad anello. Entrò in servizio nei reparti della Luftstreitkräfte, la componente aerea del Deutsches Heer (l'esercito imperiale tedesco), già nelle prime fasi della prima guerra mondiale ma ben presto venne declassato a compiti di seconda linea superato nelle prestazioni da modelli più recenti e dalla nuova classe di ricognitori armati C-Typ.

## Storia

### Sviluppo
Durante le prime fasi della prima guerra mondiale, il rapido sviluppo dell'industria aeronautica rese necessario un costante adeguamento della flotta aerea delle varie nazioni impegnate nel conflitto. L'Idflieg, organo deputato alla gestione dell'aeronautica militare dell'Impero tedesco, emise a tal proposito una serie di specifiche atte ad ottenere velivoli dalle sempre migliori prestazioni, adeguate alle nuove esigenze belliche, da destinare ai reparti della Luftstreitkräfte, la componente aerea del Deutsches Heer (l'esercito imperiale tedesco).
Nel 1915 l'Idflieg emise una specifica per la fornitura di una nuova tipologia di velivolo da ricognizione biposto basata sui B-Typ ma che adottava un armamento difensivo. I nuovi velivoli, che assunsero la designazione di C-Typ, dovevano essere caratterizzati dallo spostamento del posto di pilotaggio all'abitacolo anteriore lasciando quindi la possibilità all'osservatore di essere dotato di una mitragliatrice, differentemente dai precedenti ricognitori dove era posizionato davanti al pilota. Questo permetteva all'equipaggio di avere capacità difensiva nei confronti della caccia nemica che si stava velocemente sviluppando.
In quest'ambito la AEG, basandosi sul B.II non armato, sviluppò un nuovo modello al quale venne data la designazione KZ.9. Presentato alla commissione tecnica dell'Idflieg questa approvò il progetto emanando un ordine di fornitura ed assegnandogli, in quanto primo di quel tipo realizzato dall'azienda, la designazione C.I.
Il C.I conservava l'aspetto generale del suo predecessore ma intervenendo in un generale affinamento aerodinamico ed introducendo, oltre all'inversione dei posti dell'equipaggio, una più potente motorizzazione basata sul Benz Bz.III da 150 PS (110 kW).

### Impiego operativo
Il C.I cominciò ad essere consegnato ai reparti di ricognizione aerea della Luftstreitkräfte nel corso del 1915. Le prestazioni del modello, appena superiori di quello che andava a sostituire, ne decretarono una breve vita operativa nelle prime linee dalle quali venne tolto appena disponibili modelli più recenti per essere assegnato ai reparti di formazione dei piloti in qualità di aereo da addestramento.

## Descrizione tecnica
L'AEG C.I conservava l'aspetto generale, per l'epoca convenzionale, dei simili modelli prodotti nello stesso periodo dalle altre aziende: biplano, monomotore biposto con carrello fisso.
La fusoliera, realizzata con struttura in tubi d'acciaio saldati e ricoperta di tela verniciata, era caratterizzata da due abitacoli aperti in tandem, l'anteriore destinato al pilota ed il posteriore all'osservatore con mansioni anche di mitragliere. Posteriormente terminava in un impennaggio classico monoderiva dotato di piani orizzontali controventati da una coppia di montanti obliqui per lato.
La configurazione alare era biplana con ala superiore dall'apertura leggermente superiore dell'inferiore, collegate tra loro da una doppia coppia di montanti per lato ed integrati da tiranti in cavetto in acciaio.
Il carrello d'atterraggio era fisso, molto semplice, montato su una struttura tubolare al di sotto della fusoliera, dotato di ruote di grande diametro collegate da un asse rigido ed integrato posteriormente con un pattino d'appoggio.
La propulsione era affidata ad un motore Benz Bz.III, un 6 cilindri in linea raffreddato a liquido capace di erogare una potenza pari a 150 PS (110 kW), posizionato all'apice anteriore della fusoliera, racchiuso da un cofano metallico ed abbinato ad un'elica bipala in legno a passo fisso.
L'armamento era costituito da una singola mitragliatrice Parabellum MG 14 calibro 7,92 mm montata su supporto brandeggiabile ad anello sull'abitacolo posteriore.

## Utilizzatori
Germania
- Luftstreitkräfte